# 羊飼いの礼拝 (ルブラン)

『羊飼いの礼拝』（ひつじかいのれいはい、仏: L'Adoration des bergers、英: The Adoration of the Shepherds）は、17世紀フランスの画家シャルル・ルブランが1689年にキャンバス上に油彩で制作した絵画で、連作「キリストの生涯」のうちの1点である。フランス国王ルイ14世から依頼された画家最後の大作であり、ルブランはこの絵画の完成後わずか数か月後に70歳で世を去った。作品は現在、パリのルーヴル美術館に所蔵されている。なお、画家は本作と同時に妻シュザンヌ・ビュテ (Suzanne Butay) のためにも小さな『羊飼いの礼拝』を制作したが、その作品もルーヴル美術館に所蔵されている。

## 作品
『新約聖書』中の「ルカによる福音書」 (2章8-21) にある羊飼いの礼拝の主題はしばしば描かれたものであるが、本作は多人数の構図から成り立っている。そして、光源が複数あることにより際立っている。上部の雲を貫く超自然的な光、幼子イエス・キリストから発する人工的な光、画面左端のランタンの光、聖ヨセフの左側のランプの光、右側の柱の下に置かれたロウソクの光、右端の羊飼いが掲げる松明の光。イエスが「この世の光」であることを視覚的に示すこれらの光源は、場面に詩的特質に加え、ほとんど超自然的な特質を与えている。
この様々な光は、聖家族と天使、そしてほかに例のないほど大勢の羊飼いたちを照らし出し、神秘的な明暗法の効果でキリスト降誕の神秘が表現されている。鑑賞者の視線は陰から浮かび上がる身体と顔に誘われ、どこで停止すべきなのかわからなくなるが、際立つのは深い精神性を持つ聖母マリアとイエスの姿である。
この深い精神性は、当時のルブランに影響を及ぼした病気によって説明できるかもしれない。サン＝ユサン (Saint-Ussans) 修道院長のピエール・ド・サン＝グラ (Pierre de Saint-Glas) は、病床のルブランを見舞った折、この絵画を見せられて非常に心を打たれ、翌日、彼の友人で、ルブランのオランダ人内科医であったM.ヘルフェティウス (M. Helvetius) にこの絵画に感動したという旨の詩を贈ったという。